# Marstonia olivacea
Marstonia olivacea е изчезнал вид коремоного от семейство Hydrobiidae.